# Roger de Lessert
Roger de Lessert (Lavigny, 1878 – 1945) è stato uno zoologo e aracnologo svizzero.

## Biografia
Si laureò nel 1904 all'Università di Ginevra con una tesi in zoologia sulla fauna aracnologica dei dintorni di Ginevra, suggeritagli dal suo maestro e mentore Emile Yung.
L'impegno profuso nella realizzazione della tesi portò Lessert alla scoperta di 60 nuove specie. Appassionatosi al campo aracnologico, fino al 1910 girò in lungo e in largo la Svizzera dedicandosi alla raccolta e classificazione dei ragni.
Nel 1908 venne assunto al museo di Ginevra fra i collaboratori alle collezioni di artropodi e contribuì ad incrementarle nel tempo con il reperimento di migliaia di esemplari. Nel 1913 divenne membro della Commissione del Museo di Ginevra e mantenne questa carica fino al 1944. Per 11 anni è stato fra i redattori della rivista Revue suisse de zoologie.
Nel periodo fra il 1913 ed il 1922 partecipò ad alcune spedizioni in Africa centrale, con precisione nelle zone del Kilimangiaro, del Mérou e del Massai. Da ciò scaturì un corposo lavoro in sei parti che arricchì di molto la conoscenza dell'aracnofauna di quelle zone permettendogli di scoprire e descrivere numerose specie mai studiate prima.

## Taxa descritti
- Depreissia Lessert, 1942, genere di ragni della famiglia Salticidae
- Schenkelia Lessert, 1927, genere di ragni della famiglia Salticidae
- Faradja faradjensis Lessert, 1930, specie di ragni della famiglia Araneidae
- Heterogriffus berlandi Lessert, 1930, specie di ragni della famiglia Thomisidae
- Hewittia gracilis Lessert, 1928, specie di ragni della famiglia Thomisidae
- Mahembea hewitti Lessert, 1930, specie di ragni della famiglia Araneidae

## Taxa denominati in suo omaggio
- Lessertia Smith, 1908, genere di ragni della famiglia Linyphiidae
- Lessertina Lawrence, 1942, genere di ragni della famiglia Eutichuridae
- Lessertinella Denis, 1947, genere di ragni della famiglia Linyphiidae
- Pellolessertia Strand, 1929, genere di ragni della famiglia Salticidae
- Acantharachne lesserti Giltay, 1930, specie di ragni della famiglia Araneidae
- Diores lesserti (Lawrence, 1940), specie di ragni della famiglia Zodariidae
- Schenkelia lesserti Berland & Millot, 1941, specie di ragni della famiglia Salticidae

## Opere e pubblicazioni
Di seguito l'elenco delle principali opere aracnologiche:
- 1904 - Observations sur les araignées du bassin du Leman et de quelques autres localites suisses. Revue Suisse de Zoologie vol.12, pp. 269–450
- 1905a - Note sur trois especes d'araignées du genre Drassodes. Revue Suisse de Zoologie vol.13, pp. 185–194
- 1905b - Arachniden Graubündens. Revue Suisse de Zoologie vol.13, pp. 621–661
- 1906 - Araneae. In: Carl, J. (ed.) Beitrag zur Höhlenfauna der insurbrischen Region. Revue Suisse de Zoologie vol.14, pp. 601–615
- 1907 - Notes arachnologiques. Revue Suisse de Zoologie vol.15, pp. 93–128
- 1909 - Note sur deux araignées nouvelles de la famille des Argiopidae. Revue Suisse de Zoologie vol.17, pp. 79–83
- 1910a - Arachniden. In: Babler, E. (ed.) Die wirbellose terrestrische Fauna der nivalen Region. Revue Suisse de Zoologie vol.18, pp. 875–877 e pp. 906–907
- 1910b - Catalogue des invertébrés de la Suisse. Fasc. 3, Araignées. Musée d'histoire naturelle de Genève, pp. 1–635
- 1915a - Arachnides de l'Ouganda et de l'Afrique orientale allemande. (Voyage du Dr J. Carl dans la region des lacs de l'Afrique centrale). Revue Suisse de Zoologie vol.23, pp. 1–80
- 1915b - Araignées du Kilimandjaro et du Merou. 1. Oxyopidae et Agelenidae. (Resultats scientifiques de la Mission zoologique suedoise au Kilimandjaro, au Merou, etc. (1905-1906) sous la direction du prof. Dr Yngve Sjosted). Revue Suisse de Zoologie vol.23, pp. 439–533
- 1916 - Araignées du Kilimandjaro et du Merou (suite). 2. Pisauridae. Revue Suisse de Zoologie vol.24, pp. 565–620
- 1919 - Araignées du Kilimandjaro et du Merou (suite). 3. Thomisidae. Revue Suisse de Zoologie vol.27, pp. 99–234
- 1921 - Araignées du Kilimandjaro et du Merou (suite). 4. Clubionidae. Revue Suisse de Zoologie vol.28, pp. 381–442
- 1923 - Araignées du sud de l'Afrique. Revue Suisse de Zoologie vol.30, pp. 161–212
- 1925a - Araignées du Kilimandjaro et du Merou (suite). 5. Salticidae. Revue Suisse de Zoologie vol.31, pp. 429–528
- 1925b - Araignées du sud de l'Afrique (suite). Revue Suisse de Zoologie vol.32, pp. 323–365
- 1926 - Araignées du Kilimandjaro et du Merou (suite et fin). 6. Lycosidae. Revue Suisse de Zoologie vol.33, pp. 335–357
- 1927 - Araignées du Congo (Première partie). Revue Suisse de Zoologie vol.34, pp. 405–475
- 1928 - Araignées du Congo recueillies au cours de l'expédition par l'American Museum (1909-1915). Deuxième partie. Revue Suisse de Zoologie vol.35, pp. 303–352
- 1929 - Araignées du Congo recueillies au cours de l'expédition organisée par l'American Museum (1909-1915). Troisième partie. Revue Suisse de Zoologie vol.36, pp. 103–159
- 1930 - Araignées du Congo recueillies au cours de l'expédition par l'American Museum (1909-1915). Quatrième et dernière partie. Revue Suisse de Zoologie vol.37, pp. 613–672
- 1933 - Araignées d'Angola. (Resultats de la Mission scientifique suisse en Angola 1928-1929). Revue Suisse de Zoologie vol.40 (4), pp. 85–159.
- 1935 - Description de deux araignées cavernicoles du Congo belge. Revue de Zoologie et de Botanique Africaines vol.27, pp. 326–332
- 1936 - Araignées de l'Afrique orientale portugaise, recueillies par MM. P. Lesne et B.-B. Cott. Revue Suisse de Zoologie 43, pp. 207–306
- 1938 - Araignées du Congo belge (Première partie). Revue de Zoologie et de Botanique Africaines vol.30, pp. 424–457
- 1939 - Araignées du Congo belge (Deuxième partie). Revue de Zoologie et de Botanique Africaines vol.32, pp. 1–13.
- 1942 - Araignées myrmecomorph du Congo Belge. Revue Suisse de Zoologie vol.49, pp. 7–13
- 1943 - Araignées du Congo Belge (III). Revue Suisse de Zoologie vol.50, pp. 305–338
- 1946 - Araignées du Congo Belge. Revue Suisse de Zoologie vol.58, pp. 204–225